# ハバディグレイス (競走馬)
ハバディグレイス (Havre de Grace、[ˌhævər dɪˈɡreɪs] ( 音声ファイル)) は、アメリカ合衆国の競走馬、繁殖牝馬。主な勝ち鞍は2011年のアップルブロッサムハンデキャップ (G1) 、ウッドワードステークス (G1) 、ベルデイムステークス (G1) 。2011年のエクリプス賞年度代表馬。
ハヴルデグレイスの表記もある。

## 現役時代

### デビュー前～2歳（2009年）
2007年5月12日に誕生。2008年9月のキーンランド1歳馬セールに上場され、38万ドルで落札された。1950年までメリーランド州ハバディグレイスに存在したハバディグレイス競馬場にちなんで命名され、アンソニー・ダットロー厩舎に入厩。2009年8月にデビューし、2戦目に初勝利を挙げた。

### 3歳（2010年）
初の重賞出走となったデラウェアオークスでは後に現代競馬有数のライバル関係と評されるようになるブラインドラックと初対戦し、ハナ差の2着となる。僅差の勝負続くアラバマステークスもブラインドラックにクビ差の2着に敗れるが、3度目の対決となったコティリオンステークスではクビ差で勝利し、初めて先着を果たす。年内最終戦のブリーダーズカップ・レディーズクラシックでアンライバルドベル、ブラインドラックに次ぐ3着となって3歳シーズンを終えた後、前年11月に引退していたが2011年からの復帰が決まったラリー・ジョーンズ調教師のもとに転厩した。

### 4歳（2011年）
2011年は始動戦のアゼリステークスでブラインドラックに3馬身1/4差をつけて勝利すると、次走のアップルブロッサムハンデキャップも快勝して初のG1制覇を果たす。続くオビアステークスも制して3連勝を飾るが、デラウェアハンデキャップでは6度目にして最後の対戦となったブラインドラックとの一騎打ちとなり、ハナ差の2着となる。この一戦はG2レースながら、2011年最高のレースに挙げられることが多い。その後、初の牡馬相手のG1となるウッドワードステークスを快勝し、G1・2勝目を挙げる。ベルデイムステークスでは次走でブリーダーズカップ・ディスタフを制するロイヤルデルタに8馬身1/4差をつける圧勝劇を演じて3つ目のG1タイトルを手にした。
この年の牡馬路線は3歳、古馬ともに目立った存在が欠けていたことから、陣営は前年3着のブリーダーズカップ・ディスタフではなく、北米ダート最高峰のブリーダーズカップ・クラシックへ挑戦を決断。当日は2番人気に推されたが、伏兵ドロッセルマイヤーから3馬身差の4着に終わった。それでも、牡馬相手の奮闘が評価され、同年のエクリプス賞年度代表馬に選出された。牝馬の受賞は2009年のレイチェルアレクサンドラ、2010年のゼニヤッタに続いて3年連続となった。

### 5歳（2012年）
5歳シーズンも現役を続行し、初戦のリステッド競走を快勝。次走はラトロワンヌステークスが予定されていたが、チャーチルダウンズ競馬場に滞在していた4月22日の調教中に右前脚の球節に故障を発生。精密検査の結果、靭帯への損傷が判明し、現役引退が発表された。

### 引退後
2023年4月30日早朝、死亡が確認された。

### 競走成績
以下の内容は、Equibaseの情報に基づく。
| 出走日     | 競馬場                 | 競走名                               | 格 | 距離      | 着順 | 騎手         | 着差     | 1着（2着）馬       |
| ---------- | ---------------------- | ------------------------------------ | -- | --------- | ---- | ------------ | -------- | ------------------ |
| 2009.10.30 | デラウェアパーク       | 未勝利                               |    | ダ8f      | 3着  | J.ローズ     | 4馬身    | Lucky to Be Me     |
| 0000.04.15 | デラウェアパーク       | 未勝利                               |    | ダ8f70yds | 1着  | J.ローズ     | 4馬身3/4 | （Pleasant Fever） |
| 2010.05.10 | フィラデルフィアパーク | アローワンス                         |    | ダ8f      | 1着  | F.ペニントン | 1馬身1/4 | （Broken Rules）   |
| 0000.06.05 | デラウェアパーク       | ゴーフォーワンドステークス           | L  | ダ8.5f    | 2着  | J.ローズ     | クビ     | No Such Word       |
| 0000.07.10 | デラウェアパーク       | デラウェアオークス                   | G2 | ダ8.5f    | 2着  | J.ローズ     | ハナ     | Blind Luck         |
| 0000.08.21 | サラトガ               | アラバマステークス                   | G1 | ダ10f     | 2着  | J.ローズ     | クビ     | Blind Luck         |
| 0000.10.02 | フィラデルフィアパーク | コティリオンステークス               | G2 | ダ8.5f    | 1着  | J.ローズ     | クビ     | （Blind Luck）     |
| 0000.11.05 | チャーチルダウンズ     | BCレディーズクラシック               | G1 | ダ9f      | 3着  | J.ローズ     | 2馬身3/4 | Unrivaled Belle    |
| 2011.03.19 | オークロンパーク       | アゼリステークス                     | G3 | ダ8.5f    | 1着  | R.ドミンゲス | 3馬身1/4 | （Blind Luck）     |
| 0000.04.15 | オークローンパーク     | アップルブロッサムハンデキャップ     | G1 | ダ8.5f    | 1着  | R.ドミンゲス | 3/4馬身  | （Switch）         |
| 0000.06.11 | デラウェアパーク       | オビアステークス                     | G3 | ダ9f      | 1着  | G.サエス     | 2馬身1/4 | （Tiz Miz Sue）    |
| 0000.07.16 | デラウェアパーク       | デラウェアハンデキャップ             | G2 | ダ10f     | 2着  | R.ドミンゲス | ハナ     | Blind Luck         |
| 0000.09.03 | サラトガ               | ウッドワードステークス               | G1 | ダ9f      | 1着  | R.ドミンゲス | 1馬身1/4 | （Flat Out）       |
| 0000.10.01 | ベルモントパーク       | ベルデイムステークス                 | G1 | ダ9f      | 1着  | R.ドミンゲス | 8馬身1/4 | （Royal Delta）    |
| 0000.11.05 | チャーチルダウンズ     | BCクラシック                         | G1 | ダ10f     | 4着  | R.ドミンゲス | 3馬身    | Drosselmeyer       |
| 2012.03.17 | フェアグラウンズ       | ニューオーリンズレディーズステークス | L  | ダ8.5f    | 1着  | R.ドミンゲス | 4馬身1/2 | （Juanita）        |

## 繁殖牝馬時代
2012年11月5日のファシグティプトン・ノベンバーセールに上場され、1000万ドルでウィスパーヒルファーム(Whisper Hill Farm)によって購入された。繁殖セールで取引された馬の中では2008年のファシグティプトン・ノベンバーセールでのベターザンオナー（1400万ドル）、2007年のキーンランド・ノベンバーセールでのプレイフルアクト（1000万ドル）に次ぐ史上3番目の高額での落札となった。
2014年には初仔の牝馬（父タピット）が誕生している。2015年には初の牡馬（父ウォーフロント）が誕生したが、翌2016年9月のキーンランド1歳馬セールではリザーブ価格の設定ミスにより190万ドルで主取になっている。
2018年9月のキーンランド1歳馬セールにおいて、2017年生まれの牡馬（父タピット）が山本又一朗によって55万ドルで落札され、日本へ輸入された。

## 血統表
| ハバディグレイスの血統       | ハバディグレイスの血統                              | ハバディグレイスの血統                              | （血統表の出典）                                    | （血統表の出典） |
| 父系                         | ヘイロー系                                          | ヘイロー系                                          | ヘイロー系                                          | [ § 2 ]          |
| 父 Saint Liam 2000 鹿毛      | 父の父Saint Ballado 1989 黒鹿毛                     | Halo                                                | Hail to Reason                                      | Hail to Reason   |
| 父 Saint Liam 2000 鹿毛      | 父の父Saint Ballado 1989 黒鹿毛                     | Halo                                                | Cosmah                                              |                  |
| 父 Saint Liam 2000 鹿毛      | 父の父Saint Ballado 1989 黒鹿毛                     | Ballade                                             | Herbager                                            | Herbager         |
| 父 Saint Liam 2000 鹿毛      | 父の父Saint Ballado 1989 黒鹿毛                     | Ballade                                             | Miss Swapsco                                        |                  |
| 父 Saint Liam 2000 鹿毛      | 父の母Quiet Dance 1993 芦毛                         | Quiet American                                      | Fappiano                                            | Fappiano         |
| 父 Saint Liam 2000 鹿毛      | 父の母Quiet Dance 1993 芦毛                         | Quiet American                                      | Demure                                              |                  |
| 父 Saint Liam 2000 鹿毛      | 父の母Quiet Dance 1993 芦毛                         | Misty Dancer                                        | Lyphard                                             | Lyphard          |
| 父 Saint Liam 2000 鹿毛      | 父の母Quiet Dance 1993 芦毛                         | Misty Dancer                                        | Flight Dancer                                       |                  |
| 母 Easter Bunnette 1998 栗毛 | 母の父Carson City 1987 栗毛                         | Mr. Prospector                                      | Raise a Native                                      | Raise a Native   |
| 母 Easter Bunnette 1998 栗毛 | 母の父Carson City 1987 栗毛                         | Mr. Prospector                                      | Gold Digger                                         |                  |
| 母 Easter Bunnette 1998 栗毛 | 母の父Carson City 1987 栗毛                         | Blushing Promise                                    | Blushing Groom                                      | Blushing Groom   |
| 母 Easter Bunnette 1998 栗毛 | 母の父Carson City 1987 栗毛                         | Blushing Promise                                    | Summertime Promise                                  |                  |
| 母 Easter Bunnette 1998 栗毛 | 母の母Toll Fee 1985 鹿毛                            | Topsider                                            | Northern Dancer                                     | Northern Dancer  |
| 母 Easter Bunnette 1998 栗毛 | 母の母Toll Fee 1985 鹿毛                            | Topsider                                            | Drumtop                                             |                  |
| 母 Easter Bunnette 1998 栗毛 | 母の母Toll Fee 1985 鹿毛                            | Toll Booth                                          | Buckpasser                                          | Buckpasser       |
| 母 Easter Bunnette 1998 栗毛 | 母の母Toll Fee 1985 鹿毛                            | Toll Booth                                          | Missy Baba                                          |                  |
| 母系(F-No.)                  | 3号族(FN:3-l)                                       | 3号族(FN:3-l)                                       | 3号族(FN:3-l)                                       | [ § 3 ]          |
| 5代内の近親交配              | Mr. Prospector3×5＝15.63%、Northern Dancer4×5=9.38% | Mr. Prospector3×5＝15.63%、Northern Dancer4×5=9.38% | Mr. Prospector3×5＝15.63%、Northern Dancer4×5=9.38% | [ § 4 ]          |
| 出典                         | 1. 2. 3. 4.                                         | 1. 2. 3. 4.                                         | 1. 2. 3. 4.                                         | 1. 2. 3. 4.      |

- 近親（母の半姉の子）にフラワーボウルステークス連覇など米G1・3勝のリスカヴァース(Riskaverse)がいる[16]。
- 4代母ミッシーババ(Missy Baba)から連なる牝系には名種牡馬エーピーインディがいる[5]。